# Chondrodactylus turneri
Chondrodactylus turneri (товстопалий гекон Тернера) — вид геконоподібних ящірок родини геконових (Gekkonidae). Мешкає в Африці на південь від Сахари. Вид названий на честь британського ентомолога Джеймса Аспіналла Тернера.

## Поширення й екологія
Товстопалі гекони Тернера мешкають на північному сході Південно-Африканської Республіки, на півдні Зімбабве та в сусідніх районах. Вони живуть у саванах, де трапляються серед скель.